# بصري ديريمليلي
بصري ديريمليلي (بالتركية: Basri Dirimlili)، من مواليد 7 يونيو 1929، وتوفي بتاريخ 14 سبتمبر 1997، كان لاعب كرة قدم تركي معتزل، وكان يلعب بمركز الدفاع، لعب مع عدة أندية، ومنها نادي فنربخشة، حيث لعب في نهائيات كأس العالم لكرة القدم 1954.